# Tennessee folyóinak listája

## A Mississippi folyó medencéje

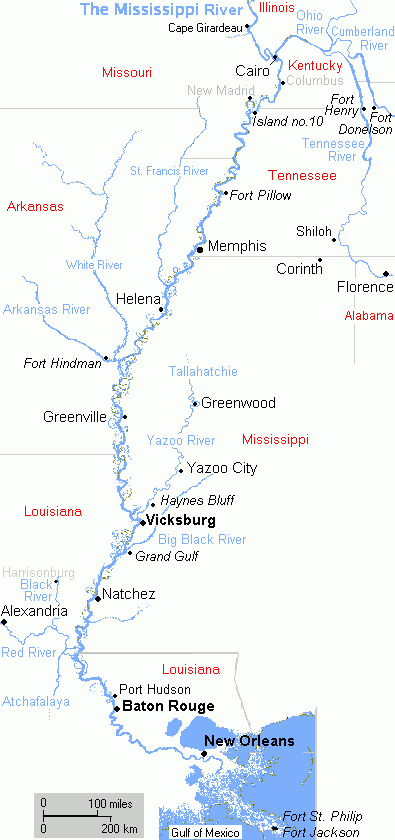
Mississippi folyó medencéje

### Mississippi folyó
- Nonconnah Creek
- Wolf River
- Loosahatchie River
- Hatchie River
  - Tuscumbia River
- Forked Deer River
- North Fork
- Middle Fork
- South Fork
- Obion River
- North Fork
- South Fork
- Rutherford Fork
- Middle Fork

### Ohio folyó
- Tennessee folyó vígyűjtő medencéje

- Tennessee folyó

- - Blood River
  - Big Sandy River
  - Duck River
    - Buffalo River
      - Green River
      - Little Buffalo River

    - Piney River
    - Little Duck River

  - Beech River
  - Shoal Creek
  - Elk River
    - Richland Creek

  - Flint River
  - Sequatchie River
    - Little Sequatchie River

  - Hiwassee River
    - Ocoee River
    - Conasauga Creek

  - Piney River

- Clinch folyó vígyűjtő medencéje

- Clinch River
  - Emory River
    - Little Emory River
    - Obed River
      - Little Obed River

  - Poplar Creek
  - Powell River
- Little Tennessee River
  - Tellico River
    - Bald River
    - North River

  - Little River
  - French Broad River
    - Little Pigeon River
    - Nolichucky River
    - Pigeon River

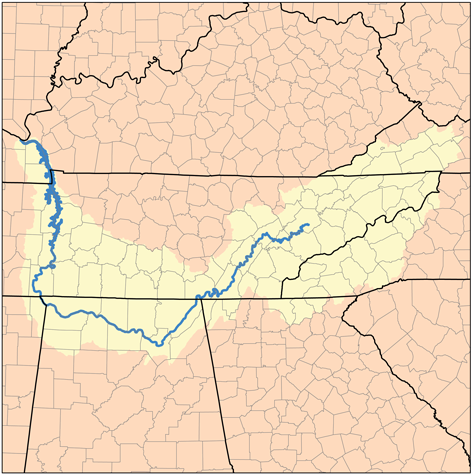
Tennessee folyó vígyűjtő medencéje

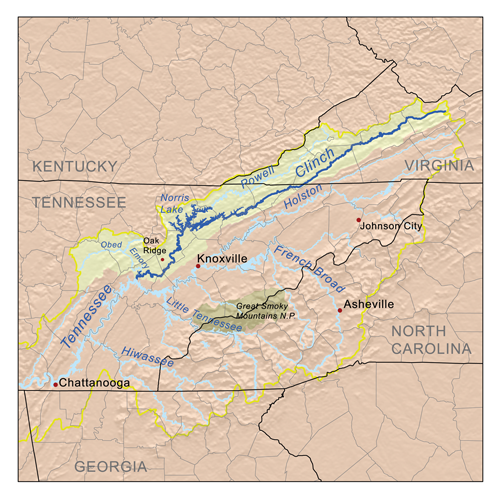
Clinch folyó vígyűjtő medencéje

- Holston River vígyűjtő medencéje

- 
- Holston River
  - North Fork Holston River
  - South Fork Holston River
    - Watauga River
      - Doe River
        - Little Doe River

      - Elk River
      - Roan Creek

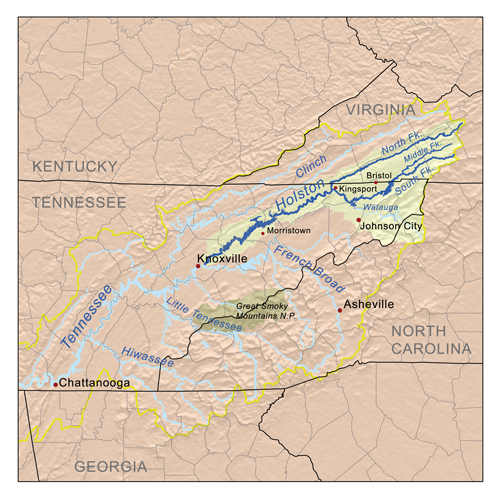
Holston River vígyűjtő medencéje

- Cumberland River vígyűjtő medencéje

- Cumberland River
  - Red River
  - Harpeth River
    - Little Harpeth River

  - Stones River
  - Caney Fork
    - Falling Water River
    - Collins River
      - Barren Fork

    - Rocky River
    - Calfkiller River

  - Roaring River
  - Obey River
    - Wolf River
    - East Fork Obey River
    - West Fork Obey River

  - Plunkett Creek

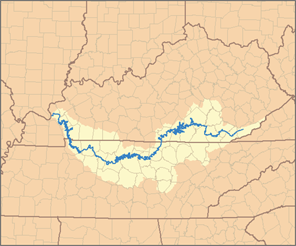
Cumberland River vígyűjtő medencéje

  - Big South Fork of the Cumberland River
    - Clear Fork
    - New River